# 桃花江 (桂林)
桃花江（古名阳江）是漓江的一条支流，源于桂林市灵川县恩磨山及维罗岭，途经分界山，出马公岭，流经临桂、灵川入桂林市区中部的榕湖和漓江桥的下游，全长约25千米。 
传说江的源头有华岩洞，经常有桃花片从洞中流出，故名桃花江。

## 印象
桃花江的河道狭窄而且迂回曲折，大弯小弯不计其数，有九曲十八湾之誉，原在雉山西麓汇入漓江，明代时在象山开挖城壕，故被导入漓江。
桃花江流域大部分是石灰岩地区，江水澄澈。

### 阳江秋月
阳江秋月在飞鸾桥至胜利桥一带，此处的水流平缓，江水纯净，岸边多树成林且林影倒影于水中，田园如丝绸一般，有中隐山、狮子山、清秀山、甲山矗立。月夜的景色更美，唐代以来就有很多骚人墨客、达官贵人来此逐波戏水。
“阳江秋月”也是古代桂林八景之一。堪称一绝。

## 评价
有诗赞桃花江：“不似漓江，胜似漓江”。